# Il massacro della foresta nera
Il massacro della foresta nera è un film del 1966 diretto da Ferdinando Baldi, ambientato nel 9 d.C., durante la battaglia della foresta di Teutoburgo.

## Trama
Germania, 9 d.C. I romani, guidati dal comandante Aulo Cecina Severo, saccheggiano i villaggi germanici; una tribù dei Teutoni, tuttavia, riesce a respingere l'avanzata dei romani, liberando gli schiavi.
Arminio, principe della tribù dei Cherusci e comandante delle truppe ausiliarie germaniche, guidate da Publio Quintilio Varo, viene ricompensato a Roma per i suoi servigi con il gladio della Guardia pretoriana. Tuttavia, quando un ufficiale romano alla presenza di Cecina parla in modo dispregiativo dei Cherusci, Arminio si rende conto che i romani disprezzeranno sempre il suo popolo, in quanto barbari, e decide, quindi, di tornare in Germania. Una volta a casa, Arminio incontra una sua amica d'infanzia, Thusnelda, figlia di Segeste ed esorta il suo popolo a seguirlo e prendere le armi.
Insieme a una coalizione di tribù germaniche, Arminio tende un'imboscata ai romani nella foresta di Teutoburgo, durante la quale verranno distrutte tre intere legioni, insieme a donne, uomini e bambini. Venuto a conoscenza dell'accaduto, Augusto incarica Tiberio di andare in Germania e concedere a Cecina il compito di sedare definitivamente la rivolta. Segeste rivela, tuttavia, a Cecina l'intenzione di Arminio di avanzare contro i romani e, per guadagnare tempo, il comandante rapisce Thusnelda. Dopo un duro scontro tra le due fazioni nuovamente nella foresta, Cecina viene catturato da Arminio, il quale lo lascia andare in memoria della loro vecchia amicizia. Intenzionato a riprendersi Thusnelda, tuttavia, Arminio riesce a entrare nel castrum, venendo sconfitto. Cecina decide però di lasciarlo andare, promettendogli di non attaccare più i germani.